# M10 GMC
Stíhač tanků M10 GMC (Wolverine) byl stíhač tanků zkonstruovaný ve Spojených státech amerických a užívaný zejména v druhé světové válce.

## Vývoj
Oficiální název stíhače byl M10 Gun Motor Carriage. Jeho vývoj začal v roce 1942 na základě požadavků armády, které se opíraly o zkušenosti z bojů ve druhé světové válce. Stroj byl postaven na podvozku tanku M4 Sherman. Jeho věž byla umístěna více vzadu a byla opatřena kanónem ráže 76 mm. Na obranu proti pěchotě byl instalován kulomet Browning ráže 12,7 mm. Celkem bylo do konce války vyrobeno 6706 kusů. M10 je často označován přezdívkou „Wolverine“ (rosomák), což je neoficiální jméno, které se občas objevilo ve válečné reklamě firmy Chrysler. Nicméně na rozdíl od jiných vozidel, jako jsou M4 Sherman, M5 Stuart nebo M7 Priest nebylo M10 nikdy oficiálně takto pojmenováno a ani američtí vojáci jej takto nenazývali. Jednoduše jej nazývali „TD“ (zkratka pro výraz tank destroyer, v českém překladu stíhač tanků).

## Achilles SP
- Achilles Mk.I = M10
- Achilles MK.II = M10A1 – zlepšený podvozek (od M4A3)
- Stíhače Achilles IC a IIC měly namontované místo standardních kanonů 3" (76,2 mm) 17liberní kanón.

## Nasazení
Vozidlo kromě Američanů používala též vojska Velké Británie, Sovětského svazu, Kanady, polského zahraničního vojska či Svobodných Francouzů. Stíhače tanků M10 byly poprvé nasazeny v závěru bitvy o Tunisko, dále byly nasazeny v Normandii a na území Německa.
Tato vozidla byla tak účinná, že byla používána ještě několik let po druhé světové válce.[zdroj?]

## Technické údaje
- Osádka: 5 osob
- Hmotnost: 29,6 t
- Délka: 5,97 m
- Výška: 2,89 m
- Šířka: 3,05 m
- Výzbroj: kanón ráže 76,2 mm, kulomet ráže 12,7 mm
- Pancéřování: 12 – 57 mm
- Maximální rychlost: 51 km/h, v terénu 30 km/h
- Dojezd: 300 km